# Regionalwahl in Latium 1970
Die Regionalwahl in Latium 1970 fand am 7. und 8. Juni statt.

## Wahlergebnis
| Listen            | Listen                                           | Stimmen   | %    | Mandate |
| ----------------- | ------------------------------------------------ | --------- | ---- | ------- |
|                   | Democrazia Cristiana                             | 890.749   | 33,2 | 18      |
|                   | Partito Comunista Italiano                       | 710.273   | 26,5 | 13      |
|                   | Movimento Sociale Italiano                       | 274.244   | 10,2 | 5       |
|                   | Partito Socialista Italiano                      | 235.730   | 8,8  | 4       |
|                   | Partito Socialista Unitario                      | 205.206   | 7,6  | 3       |
|                   | Partito Liberale Italiano                        | 156.645   | 5,8  | 3       |
|                   | Partito Repubblicano Italiano                    | 98.572    | 3,7  | 2       |
|                   | Partito Socialista Italiano di Unità Proletaria  | 70.421    | 2,6  | 1       |
|                   | Partito Democratico Italiano di Unità Monarchica | 33.631    | 1,3  | 1       |
|                   | Stella Rossa – Rivoluzione Socialista            | 6.665     | 0,2  | –       |
|                   | Partito Nazionale Democratico                    | 1.958     | 0,1  | –       |
| Gesamt            | Gesamt                                           | 2.684.094 | 100  | 50      |
|                   |                                                  |           |      |         |
| Ungültige Stimmen | Ungültige Stimmen                                | 112.875   | 4,0  |         |
| Wähler            | Wähler                                           | 2.796.969 | 91,7 |         |
| Wahlberechtigte   | Wahlberechtigte                                  | 3.051.288 |      |         |